# 田中誠 (テノール歌手)
田中 誠（たなか まこと）は、日本のテノール。島根県立津和野高等学校を経て、国立音楽大学声楽科卒業。同大学院オペラ科修了。二期会会員。

## 略歴
- 1980年 スウィトナー指揮のヘンデル『アチスとガラテア』でオペラデビュー。
- 1995年 ワーグナー『さまよえるオランダ人』
- 1998年 『ワルキューレ』
- 2002年 『ニュルンベルクのマイスタージンガー』（ワルター役）

## 出演

### オペラ
- 沈黙（松村禎三）
- ヴォツェック（ベルク）
- カルメン（ビゼー）
- 魔弾の射手（ウェーバー）
- 蝶々夫人（プッチーニ）
- 魔笛（モーツァルト）
- 後宮からの逃走（モーツァルト）
- 忠臣蔵
- 羅生門

### コンサート
- メサイア（ヘンデル）
- 天地創造（ハイドン）
- 交響曲第9番（ベートーヴェン）
- スターバト・マーテル（ドヴォルザーク）
- 交響曲第8番（マーラー）
- グレの歌（シェーンベルク）